# Неретина, Светлана Сергеевна
Светла́на Серге́евна Нере́тина (род. 28 апреля 1941) — советский и российский философ, специалист в области средневековой философии. Доктор философских наук, профессор.

## Биография
В 1963 году окончила исторический факультет МГУ имени М. В. Ломоносова и в 1967 году аспирантуру Института истории АН СССР.
В 1968—1971 годах работала в Ин-те всеобщей истории АН СССР: в секторе методологии истории (руководил М. Я. Гефтер), после роспуска сектора — в том же Отделе. В 1973—1975 гг. работала в издательстве «Прогресс» у Л. В. Карпинского. После исключения Карпинского из партии ушла и стала работать в Институте технической эстетики, затем, с 1976 по 1986 год — научным редактором в журнале «Природа». Кандидатская диссертация «Специфика познания Средневековья (на примере „Схоластической истории“ Петра Коместора)» (1978). В 1986—1988 годах работала в ИИЕТ АН СССР.
С 1988 года работает в ИФ РАН, сейчас главный научный сотрудник Центра методологии и этики науки, руководитель семинара «Проблемы онтологии», шеф-редактор философского журнала «VOX».Член редколлегии журналов «Идеи и идеалы», «Философия и культура». Автор более 200 работ.
Докторская диссертация «Специфика средневекового философствования. Концептуализм Петра Абеляра» (1994).
Профессор кафедры истории зарубежной философии РГГУ.
Входила в группу «Диалог культур» (рук. В. С. Библер).
Была замужем за А. П. Огурцовым, есть сын.
Была подругой Л. Тумановой
Как отмечает Виктор Павлович Макаренко в 2021: "С. С. Неретина определила временной интервал между 1917 и 1991 годами как «советскую грязь», а внутреннюю политику нынешней России — как попытку сконструировать неосоветское государство на усеченном неороссийском пространстве".

## Работы
Монографии
- Неретина С. С. Тропы и концепты. М., 1999. (В авторской редакции)
- Слово и текст в средневековой культуре. История: миф, время, загадка. М., 1993.
- Слово и текст в средневековой культуре. Концептуализм Петра Абеляра. М., 1993, 1994.
- Верующий разум. К истории средневековой философии. Архангельск, 1995.
- Верующий разум: Книга бытия и Салический закон. Архангельск, 1995.
- Время культуры (в соавт. с А. П. Огурцовым). СПб., 2000.
- Концепты политического сознания (в соавт. с А. П. Огурцовым),
- Пути к универсалиям (в с оавт. с А. П. Огурцовым). СПб, 2006.
- Точки на зрении. СПб., 2006.
- Реабилитация вещи (в соавт. с А. П. Огурцовым). СПб., 2010.
- Философские одиночества. М., 2009.
- Концепты политической культуры (в соавт. с А. П. Огурцовым). М., 2010.
- Произведение — Текст — произведение. СПб., 2012.
- Воскресение политической философии и политического действия. М., 2013.

Переводы:
- Петр Абеляр. Теологические трактаты. М., 1995, 2-е изд., расшир., дополн. М., 2010.
- Петр Абеляр. История моих бедствий. М., 2011.

## Цитаты
- ...Подчас личное неприятие чего-то освобождает от теоретического внимания к этому что-то.
- ...После процессов Тридцатых годов многие письменные источники потерпели фиаско.